# APBA1
APBA1‏ (Amyloid beta precursor protein binding family A member 1) هوَ بروتين يُشَفر بواسطة جين APBA1 في الإنسان.